# فلوریان سوتوکا
فلوریان سوتوکا (انگلیسی: Florian Sotoca؛ زادهٔ ۲۵ اکتبر ۱۹۹۰) بازیکن فوتبال اهل فرانسه است.
از باشگاه‌هایی که در آن بازی کرده‌است می‌توان به باشگاه ورزشی مون‌پلیه اشاره کرد.